# ميران شاه
ميران شاه أو ميرم شاه (باشتو: ميرم شاه أو میران شاہ) عاصمة ولاية وزيرستان الشمالية في الباكستان، وأكبر مدن الولاية. يوجد فيها مطار صغير بناه البريطانيون أثناء الحرب العالمية الثانية. تقع في واد واسع تحيط به الجبال. أقرب المدن إليها مدينة خوست في أفغانستان. أبلغت نيويورك تايمز في نوفمبر 2011 أن شبكة حقاني أقامت دويلة خاصة بها في المنطقة، فيها محاكم ومكاتب تحصيل ضرائب وكتاتيب.

## أعلام
- محمد جواد